# Oxalis triangularis 'Atropurpurea'

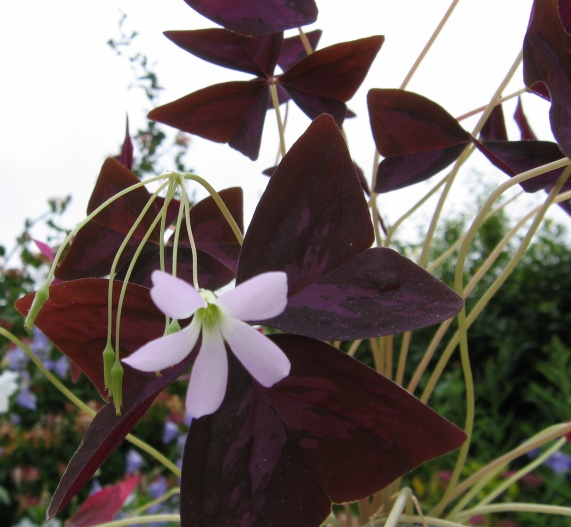
Oxalis triangularis 'Atropurpurea'

Oxalis triangularis 'Atropurpurea' est un cultivar d'Oxalis triangularis. C'est une plante du genre des Oxalis de la famille des Oxalidacées. L'espèce sauvage est originaire d'Amérique du Sud (Argentine, Brésil, Bolivie et Paraguay).
Ce cultivar fleurit en été suivant le climat. Ses feuilles sont mauves et ses fleurs blanc rosé à lilas, celles-ci se contractent la nuit ou par temps de pluie. Sa croissance est rapide et elle peut atteindre 20 à 25 cm de hauteur.

## Synonyme
- Oxalis regnellii 'Atropurpurea'